# Jagdgeschwader 5
5-та винищувальна ескадра «Айсмеер» (нім. Jagdgeschwader 5 "Eismeer" (JG 5) — винищувальна ескадра Люфтваффе, що існувала у складі повітряних сил вермахту за роки Другої світової війни. Авіаційне формування створювалося у три етапи, у січні, березні та липні 1942 року шляхом реорганізації винищувальних підрозділів Люфтваффе, що базувалися в Норвегії та Фінляндії. Нова 5-та винищувальна ескадра «Айсмеер» (JG 5), пізніше ця ескадра було названо «Арктична морська ескадра» (нім. Eismeergeschwader). Основним призначенням JG 5 було винищувальне прикриття окупованих північних територій Норвегії, Фінляндії, а також винищувальну підтримку наземних частин німецької армії, які вели бойові дії на Арктичному фронті в районі Мурманська.

## Історія частини

### Формування
У 1942 році командування Люфтваффе провело реорганізацію своїх винищувальних підрозділів, що базувалися в Норвегії та Фінляндії. У цьому контексті була створена нова 5-та винищувальна ескадра «Айсмеер» (JG 5), пізніше цей підрозділ отримав назву «Арктична морська ескадра» (нім. Eismeergeschwader). Створення JG 5 відбулося в три етапи, у січні, березні та липні 1942 року. 10 січня штаб винищувальної групи «Норвегія» було відокремлено та утворило штаб нової 5-ї ескадри (нім. Geschwaderstab JG 5). Майор Готтардт Гендрік став першим командиром 5-ї ескадри винищувачів.
3 січня 1942 року 1-ша група JG 77, яка вже була дислокована в Норвегії, була перейменована на I групу нової ескадри і приписана до JG 5. Нею командував майор Йоахім Зегерт. 1-ша ескадрилья JG 77 була перейменована на 1-й «штаффель» JG 5, 2./JG 77 — на 2./JG 5 і 3./JG 77 на 3./JG 5.
У 1941 році 5-й повітряний флот створив винищувальну групу особливого призначення (нім. Jagdgruppe z.b.V.), спеціальну бойову групу винищувачів під командуванням майора Геннінга Штрумпелля. 3 січня 1942 року JGr z.b.V. стала ядром II. групи JG 5. 13-та ескадрилья JG 77 була перейменована на 4./JG 5. 5-та ескадрилья була офіційно створена з 15-ї ескадрильї JG 77, ескадрильї, яка була щойно створена. Створення 6-ї ескадрильї було відкладено до середини березня 1942 року. 21 березня 1./JG 5 була перейменована і стало 6./JG 5. Невдовзі з 10-ї ескадрильї JG 1 була створена нова 1./JG 5.
У січні 1942 року різноманітні додаткові винищувальні групи з кількох винищувальних крил (нім. Ergänzungsjagdgruppen), були консолідовані у Ванні, Франція, і сформовані у IV групу JG 1 з трьома ескадрильями під назвою 10-та, 11-та та 12-та ескадрильї. Першим великим завданням цієї авіагрупи стала операція «Доннеркіль», операція із завоювання переваги в повітрі в контексті підтримки операції «Цербер», яку проводили Крігсмаріне Німеччини. Метою цього завдання було забезпечити винищувальне прикриття німецьких лінійних кораблів «Шарнгорст» і «Гнейзенау» та важкого крейсера «Принц Ойген» під час їхнього прориву з Бреста до Німеччини. Наприкінці лютого — початку березня 1942 року IV група почала передислокацію на північ до Тронгейма. 21 березня IV./JG 1 була перейменована на III. Групу JG 5 і передана під командування гауптмана Гюнтера Шольца.
7-ма ескадрилья JG 5 була створена з Ergänzungsjagdgruppe 3 JG 3. 31 грудня 1941 року цей підрозділ вивели зі штату JG 3 і підпорядкували як окрему ескадрилью до винищувального командування Норвегія (нім. Jagdfliegerführer Norwegen). 24 квітня 1942 року 7-ма ескадрилья прибула до Петсамо, де її підпорядкували III. групі. 8-ма ескадрилья веде свою історію від окремої мисливської авіагрупи JG 26 (нім. Ergänzungsjagdgruppe Jagdgeschwader 26), яка була створена 22 червня 1941 року. 27 січня 1941 року цей «штаффель» став 11./JG 1 і 6 березня був переведений у Тронгейм-Ладе. Там його було перейменовано на 8./JG 5.

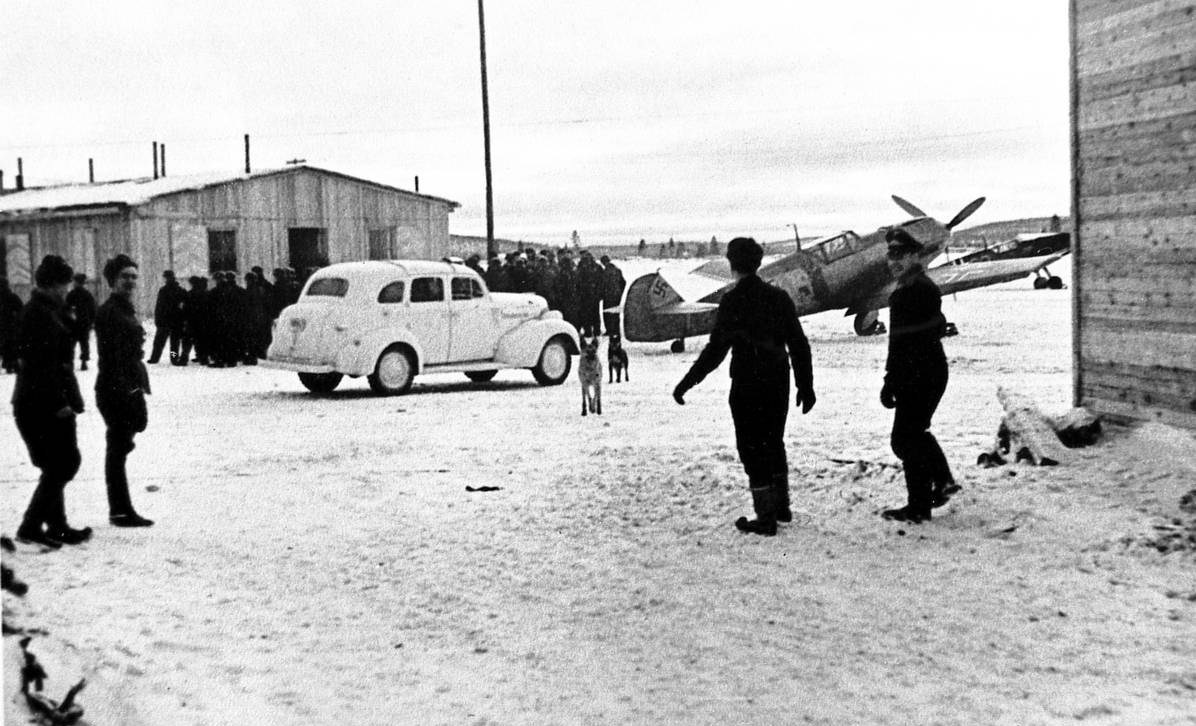
Messerschmitt Bf 109 E-4/E-7 II. JG 5 у Північній Фінляндії. 30 березня 1942

Інші підрозділи надійшли з JG 1 у травні.

### 1942
На нову сформовану ескадру поклали завдання забезпечення винищувального прикриття окупованих північних територій, а також винищувальну підтримку наземних частин німецької армії, які вели бойові дії на Арктичному фронті в районі Мурманська.
На початку полярного літа 1942 року 5-й повітряний флот був посилений і до липня 1942 року мав у своєму складі загалом 250 справних літаків. Завдяки перевазі в повітрі, здобутій II. і III./JG 5 на початку року 5-й повітряний флот мав чисельну та значну якісну перевагу, а противник — радянські військово-повітряні сили — нараховували лише 170 справних бойових літаків. Командування також скористалося мережею радіолокаторів раннього попередження «Фрея».
Протягом літа радянські ВПС передислокували на цей театр воєнних дій нові авіаційні формування, включно з 20-м винищувальним авіаційним полком, оснащеними новими Як-1, ефективним засобом протидії німецькому Bf 109F. 5-й флот зафіксував 26 бойових втрат у липні 1942 року, тоді як радянські ВПС втратили 32 власних літака, збитими або зниклими безвісти, головним чином унаслідок дій JG 5. 21 серпня 6./JG 5 заявив про 14 збитих радянських винищувачів. За радянськими даними, над Ваєнгою було збито 2 ЛаГГ-3 і 2 І-16, а два літаки здійснили вимушену посадку. JG 5 втратив два Bf 109, один був визнаний зниклим безвісти. JG 5 здобув близько 72 перемог у серпні, але радянські записи свідчать про втрату 24 радянських літаків, ще 7 пошкоджених і 13 зниклих безвісти, ще 4 були збиті вогнем з землі. Решту 1942 року підрозділи німецької ескадри дислокувалися в Тронгеймі та Кіркенесі, звідки атакували союзні арктичні конвої.

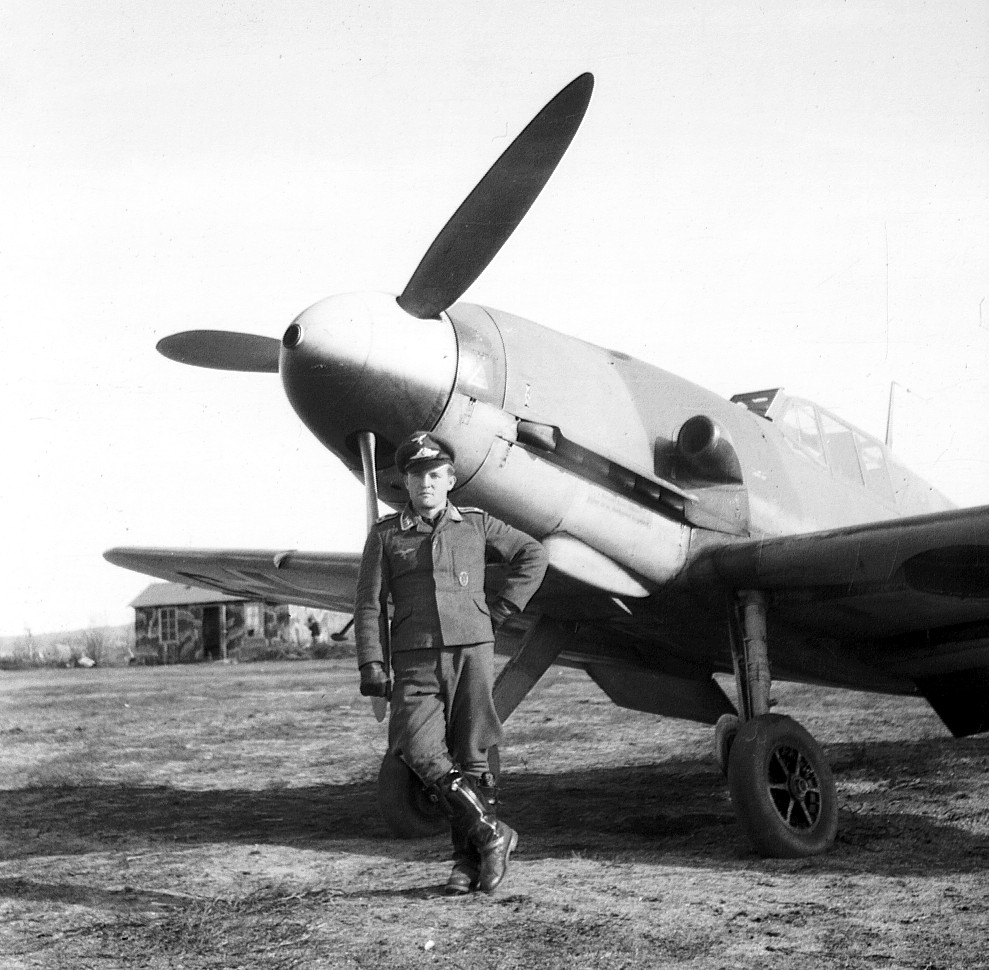
Messerschmitt Bf 109 F-4 6/JG 5 у Петсамо. Червень 1942

### 1943
До січня 1943 року підрозділи ескадри, оснащені літаками Focke-Wulf Fw 190, дислокувалися в південній Норвегії та Фінляндії. У середині 1943 року JG 5 досягла максимальної потужності, до її складу входило 14 ескадрилей; 12 «штаффелів» звичайних одномоторних винищувачів, оснащених Bf 109 і Fw 190, один — важкий «штаффель» (нім. Zerstörerstaffel), оснащений важкими винищувачами Bf 110, і Jabo — 14.(J)/JG 5 з Fw 190A. 1943 рік також був останнім роком, коли чотири групи JG 5 діяли як єдине ціле. Наприкінці 1943 року I і II. групи перевели з Норвегії та Фінляндії й до кінця війни ці дві авіагрупи билися окремо від головних сил винищувальної ескадри.
У середині 1943 року половина з 70-80 винищувачів JG 5, які перебували в I групі, базувались за Полярним колом, захищаючи постачання та перевезення.
1 вересня 1943 року майор Ґюнтер Шольц змінив оберстлейтенанта Готтардта Гендріка на посаді командира ескадри JG 5.
У листопаді 1943 року I./JG 5 перевели до Румунії для захисту нафтопереробних заводів у Плоєшті. Авіагрупу передали під командування 1-го повітряного флоту, а потім перейменували на III./JG 6; заміна ескадрі не надійшла. IV./JG 5 дислокувалася на Арктичному фронті, а потім у Південній Норвегії. До кінця війни цей підрозділ був кістяком протиповітряної оборони від нальотів союзників на бази підводних човнів у норвезьких Тронгеймі та Бергені.

### 1944
1 серпня 1944 року Генріх Ерлер був призначений командиром JG 5, замінивши оберстлейтенанта Шольца, який отримав посаду командира винищувального командування «Норвегія» (нім. Jagdfliegerführer Norwegen).
12 листопада 1944 року 29 бомбардувальників «Ланкастер» 9-ї та 617-ї ескадрилій Королівських ВПС атакували «Тірпіц» у фіорді Тромсе. Ерлер, командир JG 5, піднявся на перехоплення, але німецькі винищувачі запізнилися. «Тірпіц» був потоплений, при цьому загинуло тисячу моряків, членів його екіпажу. Ерлер був відданий під військовий трибунал; засуджений на три роки і позбавлений командування. Пізніше Ерлера було відновлено на посаді; він загинув 4 квітня 1945 року під час бойового вильоту у складі JG 7. Карл Деніц був рушійною силою засудження. Лише послужний список Ерлера як льотчика-винищувача врятував його від страти.

### 1945
На початку січня 1945 року і після засудження Ерлера розгляду справи військовим судом Рейху (нім. Reichskriegsgericht) оберстлейтенант Шольц, на додаток до своїх обов'язків командира командування «Норвегія» в Ставангер-Форусі, знову прийняв командування JG 5.
4 травня 1945 року у Люнебурзькій пустощі була підписана капітуляція військ вермахту. Усі німецькі збройні сили в Нідерландах, на північному заході Німеччини, включаючи Фризькі острови та Гельголанд і всі інші острови, а також сили в Шлезвіг-Гольштейні та в Данії, мали скласти свою зброю і беззастережно здатися. Ця капітуляція обумовлювала також останні німецькі формування у Норвегії, зокрема JG 5.
Загалом пілоти JG 5 здобули приблизно 3200 повітряних перемог під час Другої світової війни. Наприкінці воєнних дій втрати ескадри становили 435 осіб, убитих у бою або взятих у полон.

## Командування

### Командири JG 5
- оберст Карл-Альфред Шумахер (10 січня — березень 1942);
- оберстлейтенант Готтардт Гендрік (березень 1942 — 31 серпня 1943);
- оберстлейтенант Гюнтер Шольц (1 вересня 1943 — 26 липня 1944);
- майор Генріх Ерлер (1 серпня — грудень 1945);
- оберстлейтенант Гюнтер Шольц (січень — 8 травня 1944).

### Командири I./JG 5
- Майор Йоахім Зігерт (нім. Joachim Seegert) (20 січня — 20 березня 1942);
- Гауптман Йоахім фон Верен (нім. Joachim von Wehren) (20 березня 1942 — лютий 1943);
- Гауптман Герхард Венгель (нім. Gerhard Wengel) (лютий 1943 — 10 січня 1944);
- Оберлейтенант Роберт Мюллер (нім. Robert Müller) (10 — 25 січня 1944, ТВО);
- Майор Еріх Герліц (нім. Erich Gerlitz) (25 січня — 16 березня 1944);
- Майор Горст Карганіко (26 березня — 27 травня 1944);
- Гауптман Теодор Вайссенбергер (4 червня — 14 жовтня 1944).

### Командири II./JG 5
- Майор Геннінґ Штрюмпель (нім. Hennig Strümpell) (січень — квітень 1942);
- Гауптман Горст Карганіко (квітень 1942 — 26 березня 1944);
- Гауптман Теодор Вайссенбергер (26 березня — 3 червня 1944);
- Оберлейтенант Ганс Тецнер (нім. Hans Tetzner) (4 червня — 19 липня 1944);
- Оберстлейтенант Франц Віенгузен (нім. Franz Wienhusen) (1 вересня — жовтень 1944);
- Гауптман Герберт Треппе (нім. Herbert Treppe) (лютий — травень 1945).

### Командири III./JG 5
- Гауптман Гюнтер Шольц (березень 1942 — червень 1943);
- майор Генріх Ерлер (червень 1943 — травень 1944);
- Гауптман Франц Дерр (травень 1944 — травень 1945);
- Оберлейтенант Рудольф Глекнер (нім. Rudolf Glöckner) (травень 1945, ТВО).

### Командири IV./JG 5
- Гауптман Ганс Крігель (нім. Hans Kriegel) (26 червня 1942 — квітень 1944);
- Оберлейтенант Рудольф Людер (нім. Rudolf Lüder) (жовтень 1943, ТВО);
- Гауптман Фріц Штендель (нім. Fritz Stendel) (15 травня 1944 — травень 1945).

### Командири 13. (Z)/JG 5
- Оберлейтенант Фелікс Маріа Брендіс (нім. Felix Maria Brandis) (25 січня — 2 лютого 1942);
- Оберлейтенант Макс Франціскет (нім. Max Franzisket) (лютий — березень 1942, ТВО);
- Оберлейтенант Карл-Фріц Шлоссштайн (нім. Karl-Fritz Schloßstein) (березень 1942 — червень 1943);
- Оберлейтенант Ганс Кірхмаєр (нім. Hans Kirchmeier) (червень  — вересень 1943, ТВО);
- Гауптман Герберт Треппе (нім. Herbert Treppe) (червень 1943 — липень 1944).

### Командири 14. (Jabo)/JG 5
- Гауптман Фрідріх-Вільгельм Штракелайн (нім. Friedrich-Wilhelm Strakeljahn) (лютий 1943 — лютий 1944).

## Основні райони базування 5-ї винищувальної ескадри

### Основні райони базуванняштабу5-ї винищувальної ескадри
| Час                          | Місто           | Основний літак       |
| ---------------------------- | --------------- | -------------------- |
| травень 1942 — лютий 1944    | Петсамо         | Bf 109E/F/G, Fw 190A |
| лютий — 10 травня 1944       | Алакуртті       | Bf 109G              |
| 10 травня — грудень 1944     | Ставангер-Фокус | Bf 109G              |
| грудень 1944 — березень 1945 | Тронгейм-Ладе   | Bf 109G, Fw 190A     |
| березень — травень 1945      | Ставангер-Фокус | Bf 109G              |

### Основні райони базування I./JG 5
| Час                              | Місто           | Основний літак     |
| -------------------------------- | --------------- | ------------------ |
| 20 січня 1942 — 1 серпня 1943    | Ставангер       | Bf 109F/G, Fw 190A |
| 1 серпня — 15 листопада 1943     | Фредеріксгавн   | Bf 109G            |
| 15 листопада 1943 — 9 січня 1944 | Таргсорул-Ной   | Bf 109G            |
| 9 січня — лютий 1944             | Софія-Враждебна | Bf 109G            |
| лютий — 25 лютого 1944           | Обертраублінг   | Bf 109G            |
| 25 лютого — 7 червня 1944        | Герцогенаурах   | Bf 109G            |
| 7 — 14 червня 1944               | Мондідьє        | Bf 109G            |
| 14 червня — 2 липня 1944         | Перонн          | Bf 109G            |
| 2 липня — 5 серпня 1944          | Фрієр-Фаюель    | Bf 109G            |
| 5 — 15 серпня 1944               | Арпажон         | Bf 109G            |
| 15 серпня — жовтень 1944         | Вунсторф        | Bf 109G            |
| жовтень — 14 жовтня 1944         | Шверін-Горріс   | Bf 109G            |

### Основні райони базування II./JG 5
| Час                              | Місто          | Основний літак   |
| -------------------------------- | -------------- | ---------------- |
| 25 січня — квітень 1942          | Петсамо        | Bf 109E          |
| квітень — травень 1942           | Порі           | Bf 109E/F        |
| травень — жовтень 1942           | Петсамо        | Bf 109F          |
| жовтень 1942 — 3 листопада 1943  | Алакуртті      | Bf 109F/G        |
| 3 листопада 1943 — березень 1944 | Псков-Південий | Bf 109G          |
| березень — квітень 1944          | Алакуртті      | Bf 109G          |
| квітень — 31 травня 1944         | Якобстштадт    | Bf 109G          |
| 31 травня — 15 червня 1944       | Гарделеген     | Bf 109G          |
| 15 червня — 1 липня 1944         | Евре           | Bf 109G          |
| 1 липня — 16 жовтня 1944         | Зальцведель    | Bf 109G          |
| 16 жовтня — жовтень 1944         | Фінстервальде  | Bf 109G          |
| лютий — травень 1945             | Гердла         | Fw 190A, Bf 109G |

### Основні райони базування III./JG 5
| Час                           | Місто          | Основний літак   |
| ----------------------------- | -------------- | ---------------- |
| березень — квітень 1942       | Тронгейм       | Bf 109E          |
| квітень 1942 — жовтень 1944   | Петсамо        | Bf 109E/F/G      |
| жовтень — 31 жовтня 1944      | Кіркенес       | Bf 109G          |
| 31 жовтня — 8 листопада 1944  | Кааманен       | Bf 109G          |
| 8 листопада — 1 грудня 1944   | Бардуфосс/Алта | Bf 109G, Fw 190A |
| 1 грудня 1944 — 8 травня 1945 | Госса          | Bf 109G, Fw 190A |

### Основні райони базування IV./JG 5
| Час                              | Місто          | Основний літак     |
| -------------------------------- | -------------- | ------------------ |
| 26 червня 1942 — 1 лютого 1944   | Тронгейм-Ладе  | Bf 109F/G, Fw 190A |
| 1 лютого — серпень 1944          | Ставангер-Сола | Bf 109G, Fw 190A   |
| серпень — 31 жовтня 1944         | Сальміярві     | Bf 109G, Fw 190A   |
| 31 жовтня — 6 листопада 1944     | Наутсі         | Bf 109G, Fw 190A   |
| 6 листопада 1944 — березень 1945 | Ставангер-Сола | Bf 109G, Fw 190A   |
| березень — 8 травня 1945         | Кйевік         | Bf 109G, Fw 190A   |

### Основні райони базування 13. (Z)/JG 5
| Час                            | Місто         | Основний літак |
| ------------------------------ | ------------- | -------------- |
| 16 березня 1942 — 9 січня 1944 | Кіркенес      | Bf 110E/F/G    |
| 9 січня — січень 1944          | Кестеньга     | Bf 110G        |
| січень — 16 лютого 1944        | Кіркенес      | Bf 110G        |
| 16 лютого — травень 1944       | Гердла        | Bf 110G        |
| травень — 18 липня 1944        | Тронгейм-Ладе | Bf 110G        |

### Основні райони базування 14. (Jabo)/JG 5
| Час                     | Місто   | Основний літак |
| ----------------------- | ------- | -------------- |
| лютий 1943 — лютий 1944 | Петсамо | Fw 190A        |

## Список кавалерів Лицарського хреста Залізного хреста JG 5
Позначення
| Ім'я                         | Звання          | Підрозділ      | Лицарського хреста | Лицарського хреста з дубовим листям | Лицарського хреста з дубовим листям та мечами | Лицарського хреста з дубовим листям, мечами та діамантами |
| ---------------------------- | --------------- | -------------- | ------------------ | ----------------------------------- | --------------------------------------------- | --------------------------------------------------------- |
| Генріх Бартельс              | оберфельдфебель | 8./JG 5        | 13 листопада 1942  |                                     |                                               |                                                           |
| Альберт Бруннер              | оберфельдфебель | 6./JG 5        | 3 липня 1943       |                                     |                                               |                                                           |
| Горст Карганіко              | оберлейтенант   | 6./JG 5        | 25 вересня 1941    |                                     |                                               |                                                           |
| Гуго Дамер                   | оберфельдфебель | 6./JG 5        | 1 серпня 1941      |                                     |                                               |                                                           |
| Ганс Добрих                  | фельдфебель     | 6./JG 5        | 19 вересня 1943    |                                     |                                               |                                                           |
| Франц Дерр                   | гауптман        | III./JG 5      | 19 серпня 1944     |                                     |                                               |                                                           |
| Генріх Ерлер                 | лейтенант       | 6./JG 5        | 4 вересня 1942     | 2 серпня 1943                       |                                               |                                                           |
| Руді Лінц                    | лейтенант       | 12./JG 5       | 12 березня 1945    |                                     |                                               |                                                           |
| Рудольф Мюллер               | фельдфебель     | 6./JG 5        | 19 червня 1942     |                                     |                                               |                                                           |
| Гельмут Нойман               | лейтенант       | 14./JG 5       | 12 березня 1945    |                                     |                                               |                                                           |
| Якоб Норц                    | оберфельдфебель | 6./JG 5        | 26 березня 1944    |                                     |                                               |                                                           |
| Вальтер Шук                  | оберфельдфебель | 7./JG 5        | 8 квітня 1944      | 30 вересня 1944                     |                                               |                                                           |
| Фрідріх-Вільгельм Штракелайн | гауптман        | 14.(Jabo)/JG 5 | 19 серпня 1944     |                                     |                                               |                                                           |
| Теодор Вайссенбергер         | лейтенант       | 6./JG 5        | 13 листопада 1942  | 2 серпня 1943                       |                                               |                                                           |